# Popocatépetl
El Popocatépetl, conegut també com a Popo o don Goyo, és un volcà actiu i el segon pic més alt de Mèxic després del pic d'Orizaba, amb una altitud de 5.452 m. Popocatépetl és una paraula nàhuatl que significa 'Muntanya que fumeja'.
El Popocatépetl està localitzat al municipi de Tochimilco, 70 km al sud-est de Ciutat de Mèxic i a 40 km a l'est de la ciutat de Puebla de Zaragoza, al centre de la Sierra Nevada i al costat d'un altre volcà, l'Iztaccíhuatl. Encara que està actiu, el contingut de les erupcions és principalment vapor d'aigua, diòxid de carboni i cendres. No obstant això, està sota vigilància constant, dirigida pel Centre Nacional per a la Prevenció de Desastres (CENAPRED), de la UNAM.
D'acord amb la mitologia asteca, Popocatépetl va ser un home guerrer que estimava Iztaccíhuatl. El pare d'Iztaccíhuatl va prometre donar-li la mà de la seva filla si Popocatépetl retornava de la Guerra d'Oaxaca. Però, després d'un temps, li van dir que ell havia mort, i ella va morir de dolor. Quan Popocatèpetl retornà, també va morir de dolor, al costat del cos d'Iztaccíhuatl. Els déus els van cobrir de neu i els van convertir en muntanyes.